# Dialèctica de la Il·lustració
Dialèctica de la Il·lustració (alemany: Dialektik der Aufklärung) és un treball de filosofia i crítica social escrit pels intel·lectuals de l'Escola de Frankfurt Max Horkheimer i Theodor W. Adorno. Va ser publicat en 1944, amb una edició revisada en 1947.
És un dels textos centrals de la Teoria crítica, i un punt d'inflexió en l'evolució de l'Escola de Frankfurt. Dialèctica de la Il·lustració explora l'statu-quo psicològic que, per a l'Escola de Frankfurt, va portar al fracàs de la Il·lustració. Juntament amb La Personalitat Autoritària (1950; també co-escrit per Adorno) i L'Home Unidimensional (1964) del també membre de l'Escola de Frankfurt Herbert Marcuse, ha tingut un efecte important en la filosofia del segle xx, així com en la sociologia, la cultura, i la política, inspirant especialment la Nova Esquerra de les dècades de 1960 i 1970.

## Context històric
Una de les característiques de la Nova Teoria Crítica, és una ambivalència respecte de l'origen de la dominació social. Aquesta ambivalència va donar lloc al “pessimisme” de la Nova Teoria Crítica sobre la possibilitat de llibertat i emancipació humana.
Aquesta ambivalència sorgeix per en les circumstàncies històriques en que el llibre es va escriure: els autors van veure l'aparició del Nazisme, l'Estalinisme, el Capitalisme d'estat, i la Cultura de masses com a noves formes de dominació social que no podien ser explicades per la Teoria Crítica tradicional.
Per a Adorno i Horkheimer (basant-se en els treballs de l'economista Friedrich Pollock sobre el Nacionalsocialisme), la intervenció estatal en l'economia havia abolit la tensió pròpia del capitalisme entre les "relacions de producció" i les "forces productives materials de societat", una tensió que, segons la Teoria Crítica tradicional, va constituir la contradicció primària dins del capitalisme. El mercat (com un mecanisme "inconscient" per la distribució de béns) i la propietat privada havien estat reemplaçades per la planificació centralitzada i la propietat socialitzada dels mitjans de producció.

## Temàtica
Els problemes plantejats per l'aparició del feixisme amb la defunció de l'estat liberal i el mercat (juntament amb el fet que cap revolució social no sorgira a conseqüència de la crisi), constituirien la perspectiva teòrica i històrica que emmarca la narració global del llibre.
Els autors van encunyar el terme indústria cultural, argumentant que en una societat capitalista de masses, la cultura es produeix de manera estandarditzada, com si foren béns produïts a una fàbrica. Aquests productes culturals estandarditzats manipulen la societat de masses, portant-la a la docilitat i la passivitat. Així doncs, l'aparició de mitjans com la ràdio faran que els oients ja no tinguen cap mecanisme de contestació o resposta, com si que el tenien amb el telèfon. El públic esdevenia un receptor passiu exposat a escoltar "els mateixos programes per diferents emissores".
En aquest llibre, Adorno i Horkheimer van tractar molts termes però un dels més importants va ser el kitsch.Tot i que el terme Kitsch s'utilitzava des de fa molts anys, va ser Adorno qui va obrir oficialment el debat sobre l'anàlisi filosòfica d'aquest. Theodor Adorno va denunciar la falsedat del que es té com a «cultura de masses» a través d'una sèrie d'assajos publicats en el volum Dialèctica de la il·lustració. El que porta com a títol «La indústria cultural» ens revela amb major nitidesa les arrels del kitsch com a concepte despectiu. Però on va tractar el tema de forma exclusiva va ser al seu text anomenat Kitsch, escrit en 1930 i publicat posteriorment. Ho interpretava dins de l'anomenada indústria cultural, on l'art, que ha de ser subjectiu, canviant i en contra de l'estructura del poder, és controlat i planejat per necessitats de mercat i és donat a un poble passiu. Allò que comercialitza no canvia i és incoherent. Només serveix per proporcionar oci.
"El Kitsch o cursilería és alló bell menys la seva contrapart lletja. Per tant, el Kitsch, la bellesa purificada, es torna vulnerable a un tabú estétic que, en nom de la bellesa, declara el Kitch com a lleig. El Kitsch es una parodia de catarsi, on es torna impossible traçar una línia entre allò que és veritable ficció estética (art) i alló que és merament brossa sentimental (Kitsch)”.